# جایزه بزرگ ماشین بزرگ شهر موسیقی ۲۰۲۴
جایزه بزرگ ماشین بزرگ شهر موسیقی عنوان رسمی هفدهمین و آخرین مسابقه سری ایندی‌کار فصل ۲۰۲۴ بود. این مسابقه در ۱۵ سپتامبر ۲۰۲۴ در لبنان، تنسی در سوپراسپیدوی نشویل برگزار شد. با توجه به ساخت استادیوم نیسان، مسابقه از پیست خیابان نشویل به پیست سوپراسپیدوی نشویل منتقل شد. این آخرین مسابقه فصل سری ایندی‌کار بود که از ان‌بی‌سی پخش شد. از سال ۲۰۲۵ به بعد، سری ایندی‌کار توسط شبکه تلویزیونی فاکس پخش خواهد شد.